# Il siero della vanità
Il siero della vanità è un film del 2004 diretto da Alex Infascelli, tratto dal romanzo Il libro italiano dei morti di Niccolò Ammaniti.

## Trama
La progressiva e misteriosa scomparsa di alcuni noti personaggi della televisione trash scuote l'opinione pubblica: è "un attacco senza precedenti al cuore della nazione" ammonisce la guru televisiva Sonia Norton, eccentrica e cinica conduttrice che periodicamente ospitava le persone rapite in questione nel suo talk personale, il celebre Sonia Norton Show. L'indagine della polizia viene affidata a Lucia Allasco e Franco Berardi: la prima è un'ex ispettrice richiamata in servizio a due anni da un grave incidente, avvenuto durante un pericoloso blitz dove un suo stimato amico e collega è morto e lei è rimasta azzoppata a vita; il secondo è un collega di vecchia conoscenza di Lucia.
Districandosi in un ambiente malato di protagonismo e depressione in cui contano solo i numeri dell'auditel, Lucia e Franco scoprono un nesso tra le varie scomparse e la stessa trasmissione televisiva della Norton; tutte le persone rapite sono infatti alcuni degli ospiti che avevano partecipato a una stessa puntata del programma, trasmessa dieci anni prima: il tronfio e saccente psicologo scrittore Michele Benda, l'ex Miss Italia Azzurra Rispoli, da tempo caduta in rovina e divorata dalla droga, il grottesco personaggio dello spettacolo transessuale Rocco Piccolo, la giovane cantante Ester Bonanni, vincitrice del Disco d'oro con il brano Il cuore in soffitta, ma poi tornata nell'anonimato, l'allevatore di struzzi umbro Domenico Calaciura ed il timido e strampalato Daniele Esposito in arte Mago Daniel che afferma di essere il legittimo discendente del grande Houdini; la polizia non riesce comunque a fermare il rapitore che elude ogni tentativo di cattura e, uno ad uno, fa sparire nel nulla tutti i bersagli, ad eccezione del Mago Daniel che risulta invece irreperibile.
Viene rivelato il surreale covo dove i sequestrati sono stati rinchiusi e si scopre che è stato lo stesso Mago Daniel ad aver rapito tutti quegli ospiti televisivi per poter riprovare alla loro presenza la "tortura della pagoda cinese", il celeberrimo numero di Houdini che Daniel aveva tentato di emulare fallendo miseramente dieci anni prima al Sonia Norton Show e, nella sua follia, tenta di rimettere in scena tutta la suddetta puntata, arrivando a interpretare persino il ruolo della conduttrice, per costruirsi una sorta di "seconda chance". I prigionieri vivono sempre di più in una situazione di degrado e alienazione, arrivando così a tentare la fuga che però fallisce tranne che per Rocco Piccolo, il quale riesce ad evadere solo per precipitare nella metropolitana sottostante il nascondiglio e finire così tragicamente travolto da un treno. Il ritrovamento del suo cadavere avvicina le indagini alla verità e Lucia, mentre ispeziona la metropolitana, riesce a capire chi sia il sequestratore e dove sia il suo covo; si trova quindi in un faccia a faccia proprio con Daniel, il quale si finge arrendevole solo per colpirla a tradimento con una siringa piena di narcotico (stesso "siero" con cui era riuscito a sedare e dunque a rapire tutti i personaggi) e farla cadere nella stessa botola dove Piccolo ha trovato la morte. Tuttavia la detective riesce a sopravvivere impigliandosi in alcuni cavi e tubature e una volta fuori, tenta di raggiungere il luogo dove si terrà la replica della fatidica puntata.
Ormai il momento è finalmente giunto e tutti sono ai loro posti, ad eccezione di Rocco Piccolo che viene sostituito dalla maschera di un suo personaggio. Nonostante Azzurra tenti di far desistere Daniel da tutta quella follia, egli è deciso ad andare fino in fondo. Questa volta, tra lo sgomento e le grida delle persone da lui sequestrate, l'uomo riesce ad eseguire il suo numero con successo ed esulta trionfante nel suo "momento di gloria" proprio quando arriva Lucia. Mentre l'ispettrice sta cercando di fare qualcosa, sopraggiunge casualmente anche Franco attirato dalle urla dei prigionieri; Franco, infatti, si trovava nel tunnel della vicina metropolitana per accompagnare Sonia Norton con una troupe televisiva sul luogo della morte di Rocco Piccolo. Non capendo cosa stia succedendo e sentendo urlare i sequestrati, Franco spara al Mago Daniel, uccidendolo sul colpo.
Sonia decide di registrare seduta stante una puntata della sua trasmissione e, sicura che tale scoop la porterà ad ascolti record, coinvolge Franco e tutti i superstiti (compresa Azzurra, l'unica inizialmente riluttante alla proposta della presentatrice) allettandoli con il miraggio di una rinnovata popolarità. Lucia, invece, si allontana disgustata e zoppicante.

## Distribuzione
Il film è stato distribuito nel circuito cinematografico italiano dalla 01 Distribution il 15 aprile del 2004.

## Curiosità
- Il luogo che fa da prigione ai personaggi TV è l'(immaginario) impianto idrico del (reale) laghetto artificiale dell'EUR a Roma; al suo interno, in una sequenza del film, una botola sprofonda sui binari della linea B della vicina metro.
- La colonna sonora è stata scritta, curata e suonata da Morgan (accreditato nei titoli con il suo vero nome, Marco Castoldi), e successivamente è uscita nei negozi di dischi col titolo Il suono della vanità, un album strumentale eccetto che per l'ultima track, il brano Una storia d'amore e di vanità, interpretato da Morgan e reinserito nel 2007 nel suo terzo album Da A ad A. Lo stesso Morgan ha preso parte al film con un piccolo cameo: interpreta infatti l'Uomo Gatto nel demenziale show di Rocco Piccolo, Il Toro Scoreggione. Un altro brano ricorrente del film è la canzone La banda di Mina, che nella finzione della pellicola funge da sigla del Sonia Norton Show.
- L'aspetto transessuale di Rocco Piccolo che questi era solito assumere durante le sue apparizioni in TV è un chiaro riferimento a Platinette.
- In un cameo appare l'ex brigatista rossa Adriana Faranda, che in un'intervista televisiva critica la mancata azione dello Stato nel risolvere i rapimenti.
- Lo studio del Sonia Norton Show altro non è che quello della nota trasmissione televisiva Uomini e donne, con la scenografia minimamente modificata ad hoc per il film.